# Беверлі-Шорс (Індіана)
Беверлі-Шорс (англ. Beverly Shores) — місто (англ. town) в США, в окрузі Портер штату Індіана. Населення — 599 осіб (2020).

## Географія
Беверлі-Шорс розташоване за координатами 41°41′28″ пн. ш. 86°58′44″ зх. д. / 41.69111° пн. ш. 86.97889° зх. д. (41.691148, -86.978774).  За даними Бюро перепису населення США в 2010 році місто мало площу 15,09 км², з яких 9,28 км² — суходіл та 5,81 км² — водойми.

## Демографія
Згідно з переписом 2010 року, у місті мешкало 613 осіб у 312 домогосподарствах у складі 193 родин. Густота населення становила 41 особа/км².  Було 527 помешкань (35/км²).
Расовий склад населення:
| - 96,6 % — білих - 1,3 % — чорних або афроамериканців - 0,3 % — азіатів |

До двох чи більше рас належало 1,0 %. Частка іспаномовних становила 2,8 % від усіх жителів.
За віковим діапазоном населення розподілялося таким чином: 9,8 % — особи молодші 18 років, 56,1 % — особи у віці 18—64 років, 34,1 % — особи у віці 65 років та старші. Медіана віку мешканця становила 59,0 року. На 100 осіб жіночої статі у місті припадало 101,0 чоловіків;  на 100 жінок у віці від 18 років та старших — 104,8 чоловіків також старших 18 років.
Середній дохід на одне домашнє господарство  становив 102 840 доларів США (медіана — 72 500), а середній дохід на одну сім'ю — 119 518 доларів (медіана — 87 500). Медіана доходів становила 101 875 доларів для чоловіків та 59 167 доларів для жінок. За межею бідності перебувало 3,1 % осіб, у тому числі 0,0 % дітей у віці до 18 років та 3,5 % осіб у віці 65 років та старших.
Цивільне працевлаштоване населення становило 220 осіб. Основні галузі зайнятості: освіта, охорона здоров'я та соціальна допомога — 27,7 %, науковці, спеціалісти, менеджери — 14,5 %, роздрібна торгівля — 10,9 %, публічна адміністрація — 9,1 %.